# 電子式集中化航空機モニター

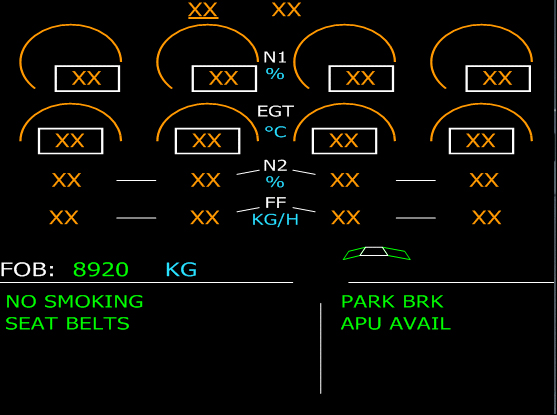
A340-300のECAM表示

電子式集中化航空機モニター（electronic centralized aircraft monitor）とは、エアバスが310以降の機体に搭載するモニタリング装置である。ECAM（イーカム）と略される。

## 概要
従来の航空機では、警告音や警告灯を確認した後に、QRH（クイック・リファレンス・ハンドブック）と言われる紙のマニュアルから解決策を探していたが、A300ではシステムの複雑化によりマニュアルの分量が増加し、クルーは些細なエラーを解決するために分厚いマニュアルを取り出して検索するという作業を強いられていた。より複雑化したシステムながら航空機関士を乗せず2名体制での運航を予定したA310では、航空機関士が行うエンジンの監視や異常発生時のサポートを自動化する必要が生じたため、新たに採用されたグラスコックピットと併せて搭載された。A310とコックピットを共通化したA300-600にも搭載されている。
ECAMはエンジンや各種システムの状態表示とモニタリングを行い、異常発生時には警告と解決策を画面に表示する。初動対応としてパイロットは表示された解決策に従って行動する『ECAMアクション』を行うことで、マニュアル検索の手間を省き、迅速な対処を可能とした。
警告レベルは3段階ある。
- レベル3 - 赤色の表示と警報音。エンジン火災や客室の圧力喪失など、即時の対処が必要な重大な異常。
- レベル2 - オレンジの表示と警報音。ブリードエアの不良など、即時の対処を必要としない異常。
- レベル1 - オレンジの表示。監視が必要となるが危険性が低い注意情報。通常は警告音は鳴らずメッセージのみ。

複数の警告がある場合には優先順位が高いものが上部に表示されるため、パイロットは警告の内容から優先順位を推察する必要がなく上から順に処理することで迅速に対処できるようになっている。
通常は2画面で構成され、片方にタイヤの空気圧や客室ドアの開閉状況など普段は表示しない情報や外部カメラの映像を表示することも可能。
イリユーシン設計局のIl-112にはECAMと同等の装置を搭載することが予定されている。

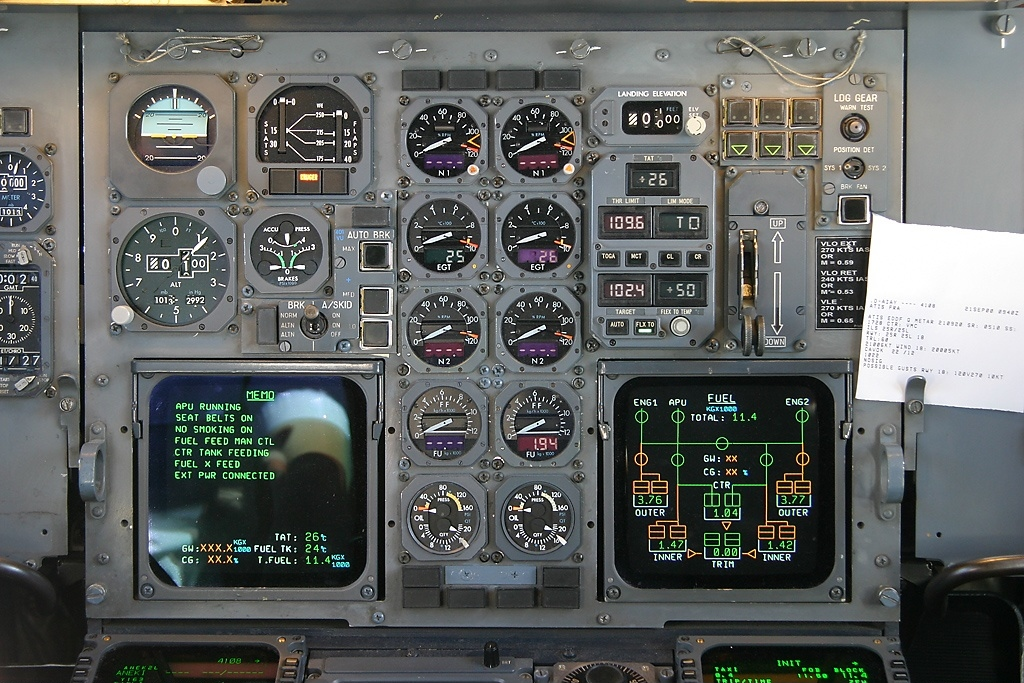
A300-600のECAM（燃料関連の情報を表示している）
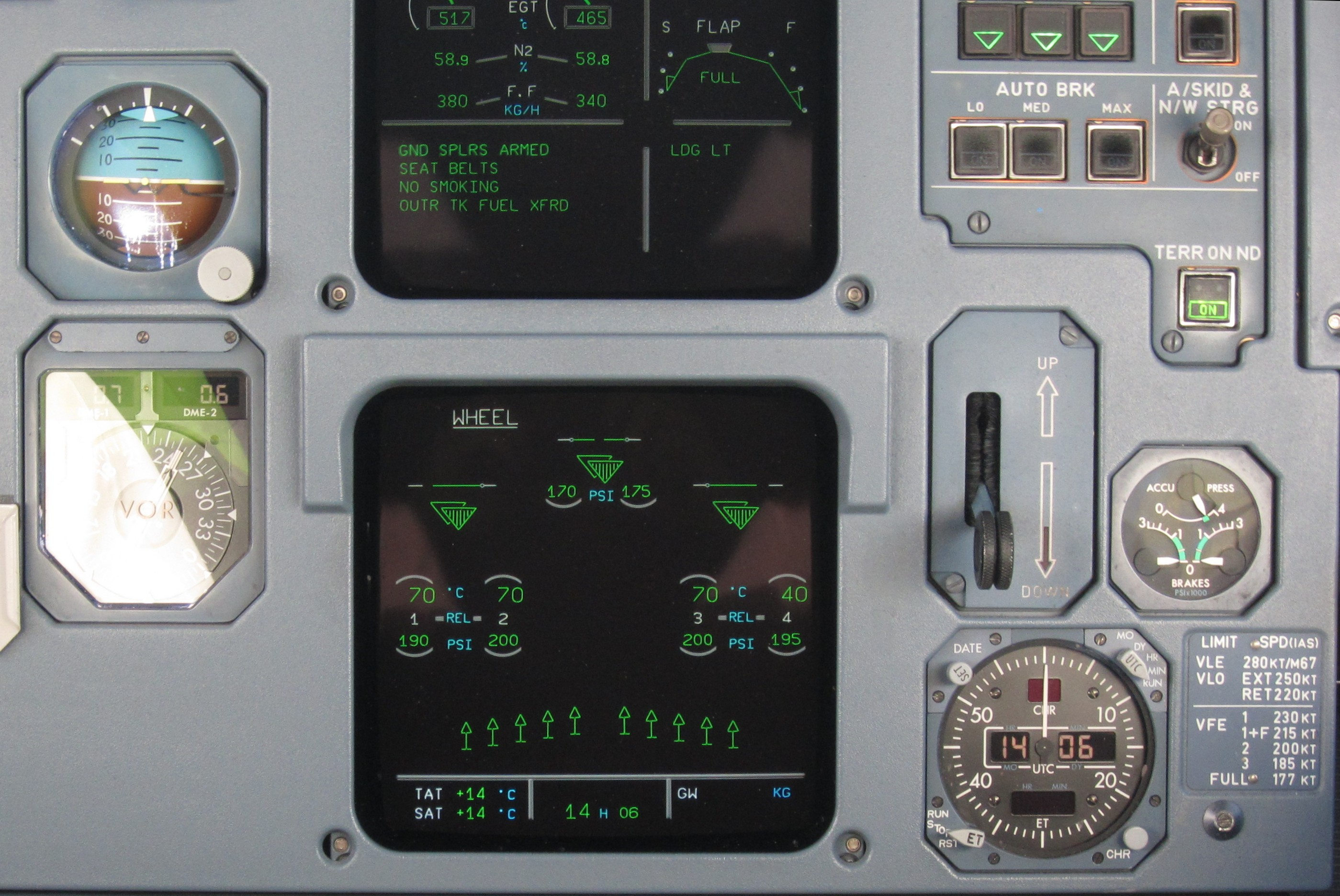
A320のECAM（降着装置の情報を表示している）
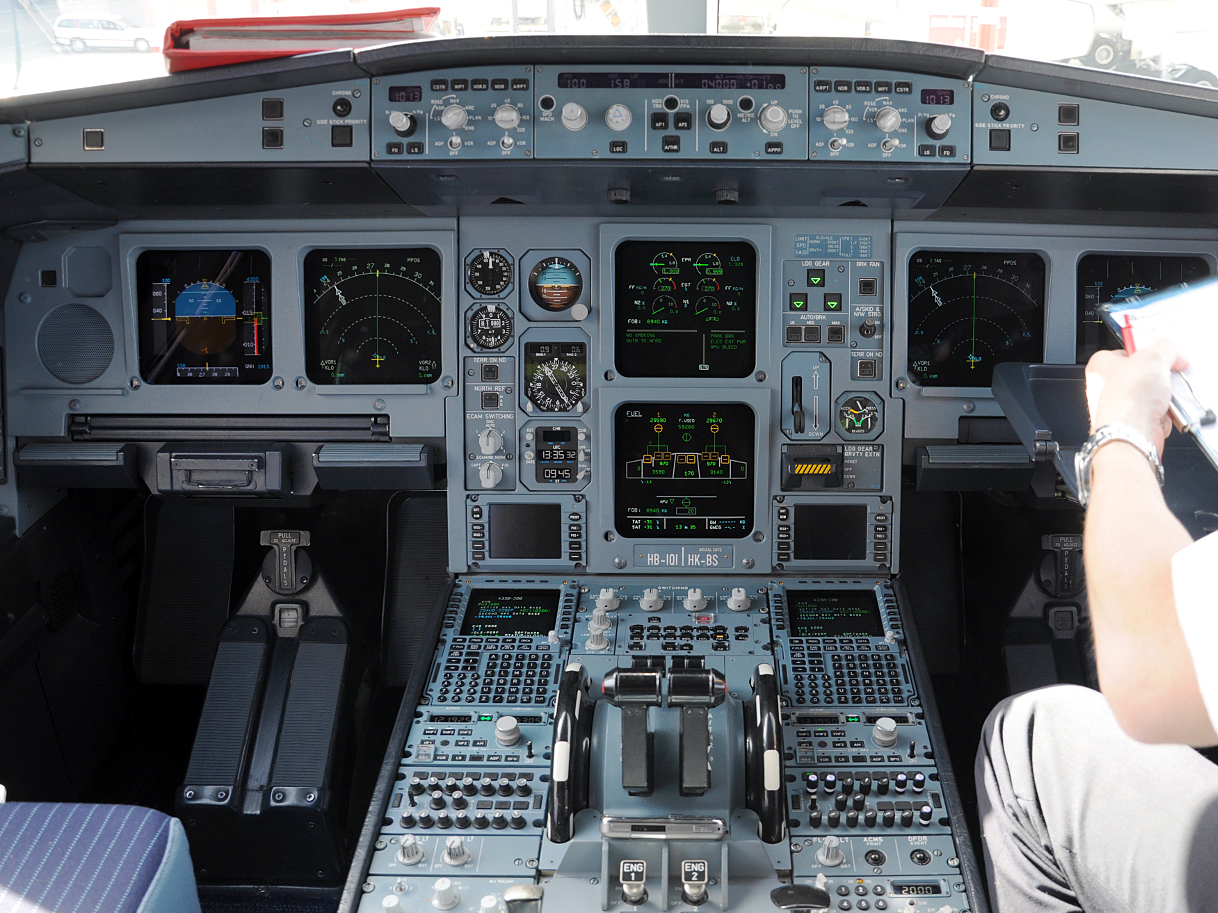
A330のECAM（中央にある縦に並んだ2画面）
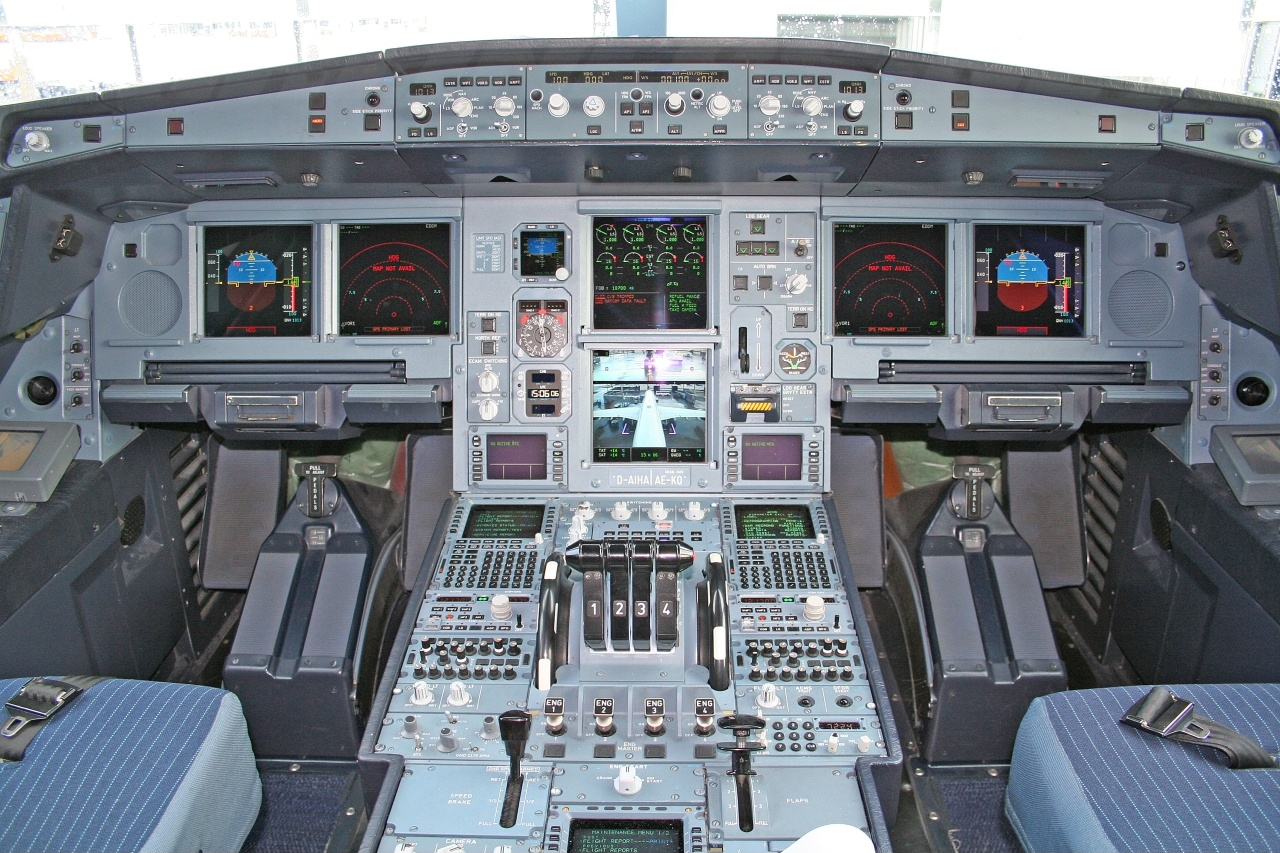
A340-642のECAM（中央にある縦に並んだ2画面。下の画面は外部カメラの映像を表示している）
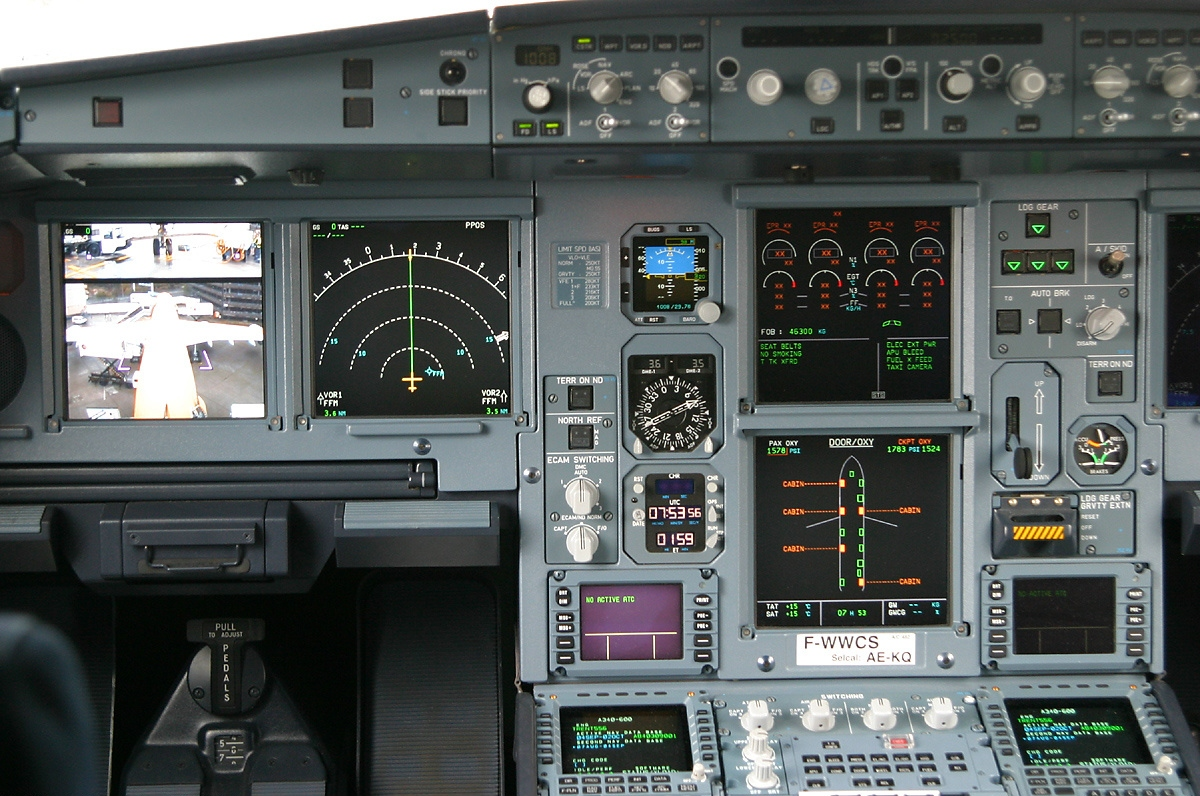
A340-642のECAM（中央にある縦に並んだ2画面。下の画面は機体のドアの状態を表示している）
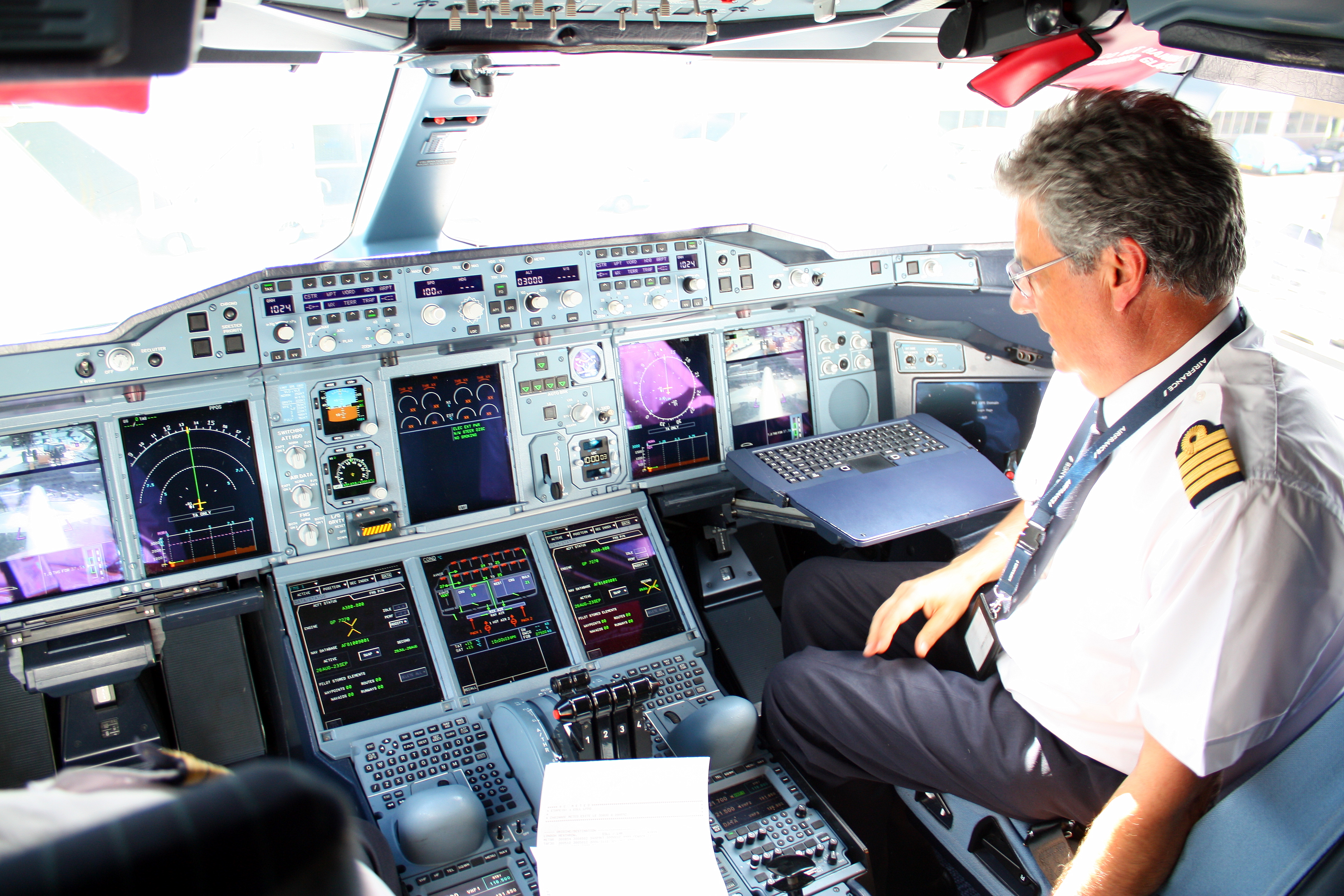
A380のECAM（中央にある縦長の1画面）

## 問題点
グラスコックピットの操作に加えECAMアクションの対応訓練も必要となったことや、それまでは認識されなかった軽微なエラーまで逐一報告されるため情報を確認する回数が増加、平時においてはむしろ負担が増加した。
ECAMはあくまでモニタリングと解決策の提示を行う装置であるため、操作はパイロットが行う必要がある。インドネシア・エアアジア8501便墜落事故の事故機は電子回路の整備不良によりECAMが警報を鳴らす不具合があったが、ECAMの指示通り回路をリセットすれば解決する問題だった。しかし事故当時の機長は警報を止める際に、不適切な操作を行ったことでオートパイロットと失速防止装置が解除され墜落に繋がった。